# Republic RC-3 Seabee
Republic RC-3 Seabee là một loại máy bay thể thao lưỡng cư, do Percival Spencer and thiết kế, Republic Aircraft Corporation chế tạo.

## Quốc gia sử dụng

### Quân sự
South VietnamKhông lực Việt Nam Cộng hòa
 Việt Nam
- Không quân Nhân dân Việt Nam

## Tính năng kỹ chiến thuật
Đặc điểm tổng quát
- Kíp lái: 1 phi công, 3 hành khách
- Chiều dài: 27 ft 10.5 in ()
- Sải cánh: 37 ft 8 in ()
- Chiều cao: 10 ft 1 in ()
- Diện tích cánh: 196 ft2 ()
- Trọng lượng rỗng: 2.190 lb ()
- Trọng lượng có tải: 2.810 lb ()
- Trọng lượng cất cánh tối đa: 3.150 lb ()
- Động cơ:  × 1 Franklin 6A8-215-B8F hoặc 6A8-215-B9F, 215 hp ở 2.500 rpm ()  mỗi chiếc

 Hiệu suất bay 
- Vận tốc cực đại: 148 mph
- Tầm bay: 520 dặm ()
- Trần bay: 12.000 ft ()
- Vận tốc lên cao: 700 ft/phút ()